# 米尔贾韦
米尔贾韦（波斯語：‎, Mīrjāveh）亦称米尔贾瓦（Mīrjāwa），是伊朗錫斯坦和俾路支斯坦省的城市，也是米尔贾韦县的行政中心。位于伊朗与巴基斯坦交界处。距锡斯坦和俾路支斯坦省首府扎黑丹东南58公里。2006年人口13590人，2016年人口9359人。主要居民为逊尼派的俾路支人，使用俾路支语。
米尔贾韦是伊朗和巴基斯坦之间最重要的公路、铁路口岸，设有海关办事处，米尔贾韦海关历史已有百余年。与巴基斯坦侧的边境口岸塔夫坦（得名自伊朗的塔夫坦火山）相接。

## 词源
米尔贾韦（Mīrjāveh/Mīrjāwa）可能来自纳迪尔沙的手下将领米尔·布兰-利吉，“米尔贾韦”在俾路支语里即“米尔（埃米尔）之居所”之意。另一说则认为来自一个名为米尔的阿拉伯部落。

## 历史
在近代，俾路支斯坦的边界勘定和米尔贾韦地区的归属曾引发了波斯和英国之间的一系列外交争端，1905年3月，因为希望波斯的穆扎法尔丁·沙在亨利·麦克马洪对波斯-阿富汗两国赫尔曼德河流域勘界仲裁的问题上偏向英国，英国正式承认米尔贾韦归属波斯。
2018年10月16日，恐怖组织正义之军曾在米尔贾韦绑架12名伊朗边防警卫人员。